# Дјевојачка пећина (Добој)
Дјевојачка пећина се налази у селу Станови на 15 км од Добоја у Републици Српској, БиХ. До пећине се може доћи регионалним путем Добој - Станари, а затим сеоским путем кроз Станове.

## Карактеристике
Дужина пећине је 115 метара. На улазу је широка око 20 метара, док је на излазном делу широка око 10 метара. Висина пећине је око 14 метара на самом улазу, а 7 метара на излазу. Kроз њу протиче речица Горужа. Пећина је сиромашна пећинским накитом, а таваница је на више места прекинута тако да су поједини делови пећине обасјани. За време Првог и Другог светског рата пећина је служила као склониште разним војскама. Температура у пећини је између 18 и 20 степени.

## Легенда о имену
Мештанима је пећина била позната још за време владавине Турака. По легенди прво се звала Хајдучка пећина и ту је била скривена мала црква коју су издајом неких мештана Турци запалили. Девојка која се старала о цркви је скочила са пећине, а на зиду је написала да је то урадила због срамоте што је црква запаљена. По том догађају пећина је добила данашњи назив.